# Tim Janssen
Tim Janssen (* 6. März 1986 in Eindhoven) ist ein niederländischer ehemaliger Fußballspieler auf der Stürmerposition. Sein Vater ist der ehemalige Profifußballer Willy Janssen.

## Karriere

### Verein
Janssen kommt aus der Jugendschmiede der PSV Eindhoven. Zur Saison 2004/05 gehörte er zum Profikader der PSV. Doch bereits im vorangegangenen Jahr gab er sein Debüt für die erste Mannschaft. Am 30. Juli 2003 wurde er im Testspiel gegen Crystal Palace in der 85. Minute gegen Arjen Robben eingewechselt. Um ihm Spielpraxis geben zu können, entschied der Klub, ihn in der Winterpause 2004/05 an den FC Zwolle auszuleihen. Dort gab er sein Pflichtspieldebüt im Profifußball. Eine Verletzung im Mai 2005 warf ihn in seiner Entwicklung zurück. Im Sommer verließ er den Zweitligisten und wechselte zum FC Eindhoven. Dort sollte er ein weiteres Jahr Erfahrung sammeln. Nachdem er seine Blessuren auskurieren konnte, gab er gegen seinen Ex-Klub FC Zwolle am 2. Dezember 2005 sein Debüt für den FCE. Zu einer Rückkehr zum PSV kam es allerdings auch nach dieser Spielzeit nicht. Für die Saison 2006/07 sicherte sich der RKC Waalwijk die Dienste des Flügelstürmers. Dort wurde Janssen Leistungsträger, konnte aber trotz zehn Treffer den Abstieg aus der Eredivisie nicht abwenden. 2007/08 machte er noch zwei Spiele für Waalwijk, wechselte allerdings am letzten Tag der Transferperiode zu NEC Nijmegen. Nach zwei Jahren in Nijmegen zog es Janssen zu Esbjerg fB in die dänische Superliga. Am Ende der Saison 2010/11 stieg Esbjerg in die Zweitklassigkeit ab und Janssen unterschrieb beim FC Midtjylland.

### Nationalmannschaft
Janssen war Nationalspieler der U-21 Nationalmannschaft der Niederlande. Zuvor war er bereits in anderen Nachwuchsmannschaften der Niederlande. Mit der Jong Oranje gewann er die U-21-Fußball-Europameisterschaft 2007. Im Halbfinale gegen England wurde er eingewechselt. Nach einem 1:1 nach Verlängerung musste das Elfmeterschießen entscheiden. Die Niederländer gewannen mit 13:12. Janssen musste zweimal vom Punkt aus antreten, da einige Akteure doppelt schießen mussten. Beide Male versenkte er den Ball im Netz. Insgesamt wurde er während dieses Turniers zweimal eingewechselt.

## Erfolge
- U-21-Fußball-Europameister: 2007